# Хейролепідієві
Хейролепідієві (Cheirolepidiaceae) — викопна родина хвойних рослин порядку соснові (Pinales), що існувала протягом мезозойської ери (252-65 млн років тому). Представники родини за зовнішнім видом нагадували сучасних кипарисових (Cupressaceae). Деякі види, як вважається, були першими хто використовував комах для запилення. Першими запилювачами, як відомо, були скорпіонові мухи.

## Види
В родині описано 24 види у 9 родах:
- †Brachyoxylon
- †Classopollis
- †Cupressinocladus
- †Dicheiropollis
- †Frenelopsis
- †Hirmeriella
- †Pararaucaria
- †Pseudofrenelopsis
- †Watsoniocladus